# Iamdudum
Iamdudum (hrvatski: Bez kolebanja) je 15. enciklika pape Pija X. Objavljena je 24. svibnja 1911. godine. Glavna tema je o portugalskom zakonu o odvajanju Crkve od države.
Kao dio od protuklerikalne revolucije, biskupi su bili protjerani iz svojih biskupija, vlasništvo svećenika je oduzeto od strane države, nošenje svećeničkih haljina je bilo zabranjeno, sva manja sjemeništa su zatvorena, ali i pet velikih sjemeništa. Zakon od 22. veljače 1918. dopuštao je samo dva sjemeništa u zemlji, ali oni svećenici dobili svoju imovinu natrag. Vjeronauk je ostao zabranjeno i u osnovnoj i srednjoj školi.

## Poveznice
- Pio X.
- Enciklike Pija X.

## Vanjske poveznice
- Iamdudum, engleski tekst